# Happy Ending (Mika)
Happy Ending (LA Edit) is een uitgebrachte vierde single van Mika van zijn debuutalbum Life in Cartoon Motion. Producer Greg Willis remixte het nummer voor de singlerelease. In Nederland is de single eind januari/begin februari uitgekomen. De single was in de eerste week van 2008 de Alarmschijf op Radio 538. Het behaalde de tiende positie in de Nederlandse Top 40 en de vijftiende positie in de Single Top 100.
Op het album is ongeveer twee minuten na het liedje is afgelopen een verborgen track te horen, getiteld Over My Shoulder. Een rustig nummer over alleen gelaten worden, koud en dronken. Dit nummer is ook te horen als B-kant op Grace Kelly.

## Tracklist

### Cd-single
1. "Happy Ending" [LA edit] — 03:32
2. "Grace Kelly" [akoestisch] — 03:04
3. "Happy Ending" [Kleerup mix] — 04:16

### 7" Vinyl
1. "Happy Ending" [LA edit] — 03:32
2. "Love Today" [akoestisch] — 02:57

### Promo-CD
1. "Happy Ending" [Quentin Harris remix] — 08:32
2. "Happy Ending" [Quentin Harris instrumentaal] — 08:14
3. "Happy Ending" [The Time of the Night remix] — 05:40
4. "Happy Ending" [Kleerup mix] — 04:16
5. "Happy Ending" [Trail mix] — 04:20

## Hitnotering
| "Happy Ending" in de Nederlandse Top 40 - binnen 12 januari 2008 | "Happy Ending" in de Nederlandse Top 40 - binnen 12 januari 2008 | "Happy Ending" in de Nederlandse Top 40 - binnen 12 januari 2008 | "Happy Ending" in de Nederlandse Top 40 - binnen 12 januari 2008 | "Happy Ending" in de Nederlandse Top 40 - binnen 12 januari 2008 | "Happy Ending" in de Nederlandse Top 40 - binnen 12 januari 2008 | "Happy Ending" in de Nederlandse Top 40 - binnen 12 januari 2008 | "Happy Ending" in de Nederlandse Top 40 - binnen 12 januari 2008 | "Happy Ending" in de Nederlandse Top 40 - binnen 12 januari 2008 | "Happy Ending" in de Nederlandse Top 40 - binnen 12 januari 2008 | "Happy Ending" in de Nederlandse Top 40 - binnen 12 januari 2008 | "Happy Ending" in de Nederlandse Top 40 - binnen 12 januari 2008 | "Happy Ending" in de Nederlandse Top 40 - binnen 12 januari 2008 | "Happy Ending" in de Nederlandse Top 40 - binnen 12 januari 2008 | "Happy Ending" in de Nederlandse Top 40 - binnen 12 januari 2008 | "Happy Ending" in de Nederlandse Top 40 - binnen 12 januari 2008 |
| Week                                                             | 1                                                                | 2                                                                | 3                                                                | 4                                                                | 5                                                                | 6                                                                | 7                                                                | 8                                                                | 9                                                                | 10                                                               | 11                                                               | 12                                                               | 13                                                               | 14                                                               | 15                                                               |
| ---------------------------------------------------------------- | ---------------------------------------------------------------- | ---------------------------------------------------------------- | ---------------------------------------------------------------- | ---------------------------------------------------------------- | ---------------------------------------------------------------- | ---------------------------------------------------------------- | ---------------------------------------------------------------- | ---------------------------------------------------------------- | ---------------------------------------------------------------- | ---------------------------------------------------------------- | ---------------------------------------------------------------- | ---------------------------------------------------------------- | ---------------------------------------------------------------- | ---------------------------------------------------------------- | ---------------------------------------------------------------- |
| Nummer                                                           | 26                                                               | 24                                                               | 13                                                               | 10                                                               | 11                                                               | 12                                                               | 12                                                               | 13                                                               | 15                                                               | 18                                                               | 20                                                               | 30                                                               | 34                                                               | 40                                                               | uit                                                              |

| "Happy Ending" in de Nederlandse Single Top 100 - binnen 19 januari 2008 | "Happy Ending" in de Nederlandse Single Top 100 - binnen 19 januari 2008 | "Happy Ending" in de Nederlandse Single Top 100 - binnen 19 januari 2008 | "Happy Ending" in de Nederlandse Single Top 100 - binnen 19 januari 2008 | "Happy Ending" in de Nederlandse Single Top 100 - binnen 19 januari 2008 | "Happy Ending" in de Nederlandse Single Top 100 - binnen 19 januari 2008 | "Happy Ending" in de Nederlandse Single Top 100 - binnen 19 januari 2008 | "Happy Ending" in de Nederlandse Single Top 100 - binnen 19 januari 2008 | "Happy Ending" in de Nederlandse Single Top 100 - binnen 19 januari 2008 | "Happy Ending" in de Nederlandse Single Top 100 - binnen 19 januari 2008 | "Happy Ending" in de Nederlandse Single Top 100 - binnen 19 januari 2008 | "Happy Ending" in de Nederlandse Single Top 100 - binnen 19 januari 2008 | "Happy Ending" in de Nederlandse Single Top 100 - binnen 19 januari 2008 | "Happy Ending" in de Nederlandse Single Top 100 - binnen 19 januari 2008 | "Happy Ending" in de Nederlandse Single Top 100 - binnen 19 januari 2008 | "Happy Ending" in de Nederlandse Single Top 100 - binnen 19 januari 2008 |
| Week                                                                     | 1                                                                        | 2                                                                        | 3                                                                        | 4                                                                        | 5                                                                        | 6                                                                        | 7                                                                        | 8                                                                        | 9                                                                        | 10                                                                       | 11                                                                       | 12                                                                       | 13                                                                       |                                                                          |                                                                          |
| ------------------------------------------------------------------------ | ------------------------------------------------------------------------ | ------------------------------------------------------------------------ | ------------------------------------------------------------------------ | ------------------------------------------------------------------------ | ------------------------------------------------------------------------ | ------------------------------------------------------------------------ | ------------------------------------------------------------------------ | ------------------------------------------------------------------------ | ------------------------------------------------------------------------ | ------------------------------------------------------------------------ | ------------------------------------------------------------------------ | ------------------------------------------------------------------------ | ------------------------------------------------------------------------ | ------------------------------------------------------------------------ | ------------------------------------------------------------------------ |
| Nummer                                                                   | 32                                                                       | 17                                                                       | 15                                                                       | 21                                                                       | 15                                                                       | 26                                                                       | 26                                                                       | 36                                                                       | 42                                                                       | 48                                                                       | 60                                                                       | 74                                                                       | 79                                                                       | uit                                                                      |                                                                          |